# Fearless Girl
Fearless Girl (en français « La Fille sans peur ») est une sculpture en bronze représentant une jeune fille rebelle créée par Kristen Visbal. Elle fut initialement installée dans le jardin public de Bowling Green, dans le quartier d'affaires de Manhattan à New York, avant d'être déplacée à quelques centaines de mètres, devant l'immeuble du New York Stock Exchange, à Broad Street, le 10 décembre 2018. 
Une plaque sous la statue, retirée peu après son installation, portait la mention « Know the power of women in leadership. SHE makes a difference ». SHE (« elle » en anglais) désigne aussi le code mnémonique du fonds pour la diversité des genres de la firme State Street Global Advisors (SSgA), qui a passé commande de la statue afin de promouvoir ce fonds indiciel,.
La statue mesure environ 130 cm de haut, et pèse environ 110 kg.

## Histoire
Le 7 mars 2017, State Street Global Advisors installe la statue en face du Taureau de Wall Street (Charging Bull), une statue en bronze beaucoup plus grande et plus lourde, à la veille de la Journée internationale des femmes.
Fearless Girl est destinée à « envoyer un message » aux entreprises concernant les différences de traitement entre les hommes et les femmes et pour encourager le recrutement de femmes dans les conseils d'administration. La sculpture, dont l'installation est temporaire, devait initialement rester en place plusieurs semaines. La mairie de New York a d'abord établi un permis pour une semaine avant de l'étendre à 30 jours, en raison du succès rencontré auprès de touristes et de riverains. Le 27 mars 2017, la mairie a annoncé que la statue devrait finalement rester en place jusqu'en février 2018,. Cette décision fait suite à une pétition lancée sur le site Change.org qui a recueilli plus de 2 500 signatures dans les premières 48 heures et réclamait l'installation permanente de la statue,.
En novembre 2018, Fearless Girl est finalement retirée et ne fait plus face à Charging Bull. Mais la mairie de New York finit par lui réserver un nouvel emplacement de choix : elle est réinstallée à quelques centaines de mètres dans Broad Street, devant la bourse de New York, le New York Stock Exchange (NYSE), le 10 décembre 2018. Cependant, la licence expire en novembre 2021 et de nouvelles réunions municipales doivent être organisées pour statuer ou non sur son maintien.
En avril 2022, la mairie de New York exige son déménagement et laisse un délai de 6 mois à l'artiste pour le faire.

## Réception

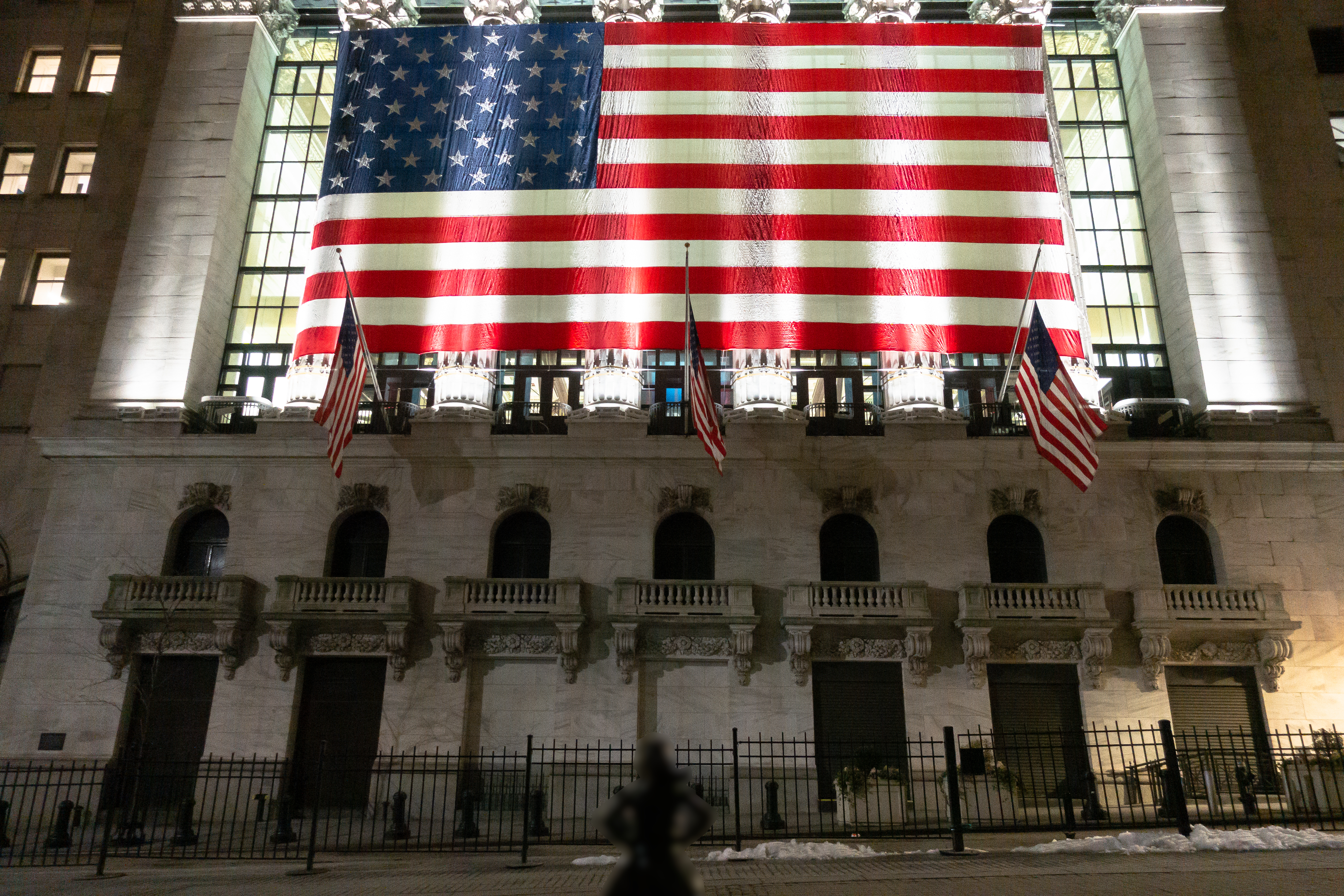
La statue, de dos, vers le NYSE (2019).

Certaines femmes ont critiqué le « féminisme d'entreprise » défendu par la statue, qui violerait leurs propres principes féministes,,.
Arturo Di Modica, auteur du Taureau de Wall Street situé à proximité, qui qualifie la statue de la fillette de « truc publicitaire », demande sa désinstallation en raison du détournement qui est fait de son œuvre. Il déclare que Fearless Girl altère le sens artistique original du Taureau de Wall Street et qu'il s'agit d'une violation de sa propriété intellectuelle,,.
En mai 2017, l'artiste Alex Gardega ajoute à côté de Fearless Girl une sculpture de chien en train d'uriner, intitulée Peeing Pug (Carlin urinant). Il la retire lui-même après seulement quelques heures, en raison de dégradations subies. Gardega, qui entendait protester contre le détournement fait du Taureau de Wall Street en appliquant le même traitement à Fearless Girl, précise qu'il aurait « respecté la statue s'il s'était agi de l’œuvre d'un artiste protestant contre Wall Street » et non d'une œuvre sponsorisée par une entreprise. Il a annoncé vouloir réinstaller à nouveau sa sculpture dans le futur,,.
Une clause du contrat de propriété intellectuelle interdit à Kristen Visbal de réaliser des copies de sa statue. L'artiste la conteste ultérieurement. Il existe cependant déjà une reproduction de Fearless Girl à Oslo (Norvège), devant le Grand Hôtel, regardant vers le Parlement.